# Іллісон Леонхард Фрідріх Адович
Леонхард Фрідріх Адович Іллісон (Ілліссон) (11 березня 1911, село Порі волості Лауенхоф (Пидрала) Валкського повіту Ліфляндської губернії, тепер волості Тирва повіту Валгамаа, Естонія — 31 січня 1993, місто Таллінн, тепер Естонія) — радянський та естонський державний діяч, голова Центральної ради профспілок Естонської РСР. Кандидат у члени Бюро ЦК КП(б) Естонії з 26 грудня 1948 по 20 серпня 1953 року. Член Бюро ЦК КП Естонії з 20 серпня 1953 по 28 січня 1958 року. Депутат Верховної ради Естонської РСР. Депутат Верховної ради СРСР 2—5-го скликань.

## Біографія
Народився в родині дрібного землевласника-орендатора. Закінчив шестикласну початкову школу в селі Ливе. У 1930 році закінчив гімназію в Тирві. Восени 1930 року поступив на історико-філологічний факультет Тартуського університету. Одночасно працював у державному центральному архіві міста Тарту.
Під час навчання в університеті брав активну участь у робітничому русі, співпрацював з товариством робітничої культури в місті Тарту. У 1933 році відвідав СРСР. Після повернення до Естонії Іллісона заарештували, вислали із Тарту і виключили із Тартуського університету. З 1935 по 1937 рік працював робітником на млині (мельником) у волості Карксі Вільяндімаського повіту.
У 1937 році отримав дозвіл на проживання в місті Тарту та став студентом Інституту працівників кооперації, який закінчив у 1938 році. Брав участь у діяльності «Робітничого театру», організував в місті Тарту осередок культурного товариства по боротьбі із алкоголізмом. У 1938—1940 роках — інструктор Естонського товариства тверезості в місті Тарту. У 1940 році діяльність товариства заборонили, а Іллісона вислали у місто Виру.
Член нелегальної Комуністичної партії Естонії з лютого 1940 року.
Активно підтримував окупацію Естонії радянськими військами влітку 1940 року. Повернувся до міста Тарту, де був обраний в липні 1940 року депутатом Державної Думи Естонії 2-го скликання від виборчого блоку «Союз трудового народу Естонії». Був організатором спілки сільськогосподарських робітників у Тартумаа.
З 1940 по 1941 рік — завідувач організаційно-інструкторського відділу Тартуського повітового комітету КП(б) Естонії.
З початку німецько-радянської війни влітку 1941 року організував винищувальний батальйон і партизанські групи в Тартуському повіті. Був командиром особливого загону, який діяв у німецькому тилу. Восени 1941 року був евакуйований в Омську область РРФСР, де працював в естонському колгоспі «Сяде». У 1942—1943 роках — на політичній роботі в естонському стрілецькому корпусі Червоної армії: секретар партійної організації полку, інструктор політичного відділу дивізії. Брав участу у боях на Калінінському фронті.
У 1943 році відправлений в розпорядження ЦК КП(б) Естонії. З 1943 по грудень 1944 року — завідувач організаційно-інструкторського відділу ЦК КП(б) Естонії.
У грудні 1944—1959 роках — голова Центральної Ради профспілок Естонії, голова Естонської республіканської ради професійних спілок. Обирався членом Генеральної ради Всесвітньої федерації профспілок.
У 1959—1971 роках — уповноважений Комітету стандартів, мір та вимірювальних приладів при Раді міністрів Естонської РСР. Належав до керівництва спортивного товариства «Калев», сприяв розвитку вітрильного спорту в Естонській РСР.
З 1971 року — персональний пенсіонер у місті Таллінні. 
Помер 31 січня 1993 року в Таллінні, похований на цвинтарі Пярнамяе.

## Нагороди та відзнаки
- орден Жовтневої Революції (25.08.1971)
- орден Вітчизняної війни ІІ ст. (1946)
- два ордени Трудового Червоного Прапора (1950, 1958)
- медалі